# Clinia (fratello di Alcibiade)
Clinia (in greco antico: Κλεινίας?, Kleinìas; metà V secolo a.C.) è stato un nobile ateniese.

## Biografia
Clinia era membro dell'influente famiglia degli Alcmeonidi, figlio di Clinia e fratello minore del famoso Alcibiade.
Pericle, che era il protettore dei due giovani e temeva che Alcibiade avrebbe potuto in qualche modo corrompere Clinia, mandò via quest'ultimo dalla propria casa e lo fece educare da suo fratello Arifrone, ma questi lo rispedì indietro dopo sei mesi, trovando impossibile fare qualunque cosa con lui. In uno dei dialoghi di Platone è descritto quasi come un folle.